# Pangachhiya (B)
Pangachhiya (B) là một thị trấn thống kê (census town) của quận Barddhaman thuộc bang Tây Bengal, Ấn Độ.

## Nhân khẩu
Theo điều tra dân số năm 2001 của Ấn Độ, Pangachhiya (B) có dân số 7668 người. Phái nam chiếm 54% tổng số dân và phái nữ chiếm 46%. Pangachhiya (B) có tỷ lệ 62% biết đọc biết viết, cao hơn tỷ lệ trung bình toàn quốc là 59,5%: tỷ lệ cho phái nam là 70%, và tỷ lệ cho phái nữ là 52%. Tại Pangachhiya (B), 12% dân số nhỏ hơn 6 tuổi.